# Jean Pirmez
Pour les articles homonymes, voir Pirmez.
Jean Pirmez (né à Châtelineau le 13 octobre 1795 et mort à Châtelineau le 11 septembre 1864) est un homme politique belge libéral.

## Biographie
Issu d'une famille de mandataires politiques, Jean Pirmez, né à Châtelineau le 13 octobre 1795, est le fils d'Édouard Pirmez, maire de Thuin, et de Rosalie Wyart. Il est le frère de Sylvain Pirmez, sénateur et bourgmestre et l'oncle d'Eudore Pirmez, ministre d'État.
Après des études chez les Jésuites au Collège Notre-Dame de la Paix de Namur et des cours de droit à l'Université d'État de Louvain, Jean Pirmez est élu maire de Châtelineau, en 1818, à l'âge de vingt-trois ans, mandat qu'il exerce jusqu'en 1825. En 1818, il est également élu pour siéger aux États provinciaux et ce jusqu'en 1830.
Prenant fait et cause pour la création de la Belgique lors des événements de 1830, il est élu député au Congrès national où il participe activement à l'établissement de la Constitution belge. Il défend devant cette assemblée le projet d'une union personnelle entre la France et la Belgique, à travers la personne de Louis-Philippe. 
En 1831, il est élu député de l'arrondissement de Charleroi et siège à la Chambre des représentants de 1831 à 1833 et de 1835 à 1856. Il se retire de la vie politique pour laisser la place à son neveu : Eudore Pirmez.

## Distinctions
- Croix de fer (Belgique).
- Officier de l'ordre de Léopold en 1856 (Belgique).